# Angry Birds Seasons
Angry Birds Seasons è stato un videogioco rompicapo sviluppato dalla Rovio Mobile, primo spin-off del gioco principale Angry Birds nonché secondo capitolo della serie. Si distingue dal gioco principale perché ogni episodio ha una correlazione con una stagione dell'anno. Inizialmente il gioco era stato distribuito con il nome Angry Birds Halloween e si trattava di uno spin-off del gioco originale incentrato appunto su tale festività. Tuttavia la Rovio nel dicembre 2010, dopo poco più di un mese dal suo lancio, ha diffuso un nuovo aggiornamento che ha aggiunto al titolo nuovi livelli a sfondo natalizio e ne ha cambiato la denominazione in quella attuale. Nel dicembre 2018 il gioco è stato rimosso dagli store.

## Episodi
Attraverso vari aggiornamenti venivano distribuiti nuovi episodi e nuovi livelli a tema, in base alla festività prossima a quella della pubblicazione.
In ogni episodio, era presente una pagina speciale per un livello bonus sbloccabile completando tutti i livelli dell'episodio con tre stelle e uno o più Uova d'oro a seconda dell'episodio, nascoste all'interno di esso. L'episodio Easter Eggs nascondeva ben 10 uova, a differenza degli altri. L'episodio Moon Festival nascondeva 8 fette di torta che sbloccavano una Torta d'oro come livello bonus.

### Stagione 2010
| # | Episodio           | Ambientazione | Numero di livelli     | Data di pubblicazione |
| - | ------------------ | ------------- | --------------------- | --------------------- |
| 1 | Trick or Treat     | Halloween     | 45 (3 x 15) + 2 bonus | 21 ottobre, 2010      |
| 2 | Season's Greedings | Natale        | 25 + 2 bonus          | 1º dicembre 2010      |

### Stagione 2011
| # | Episodio            | Ambientazione          | Numero di livelli         | Data di pubblicazione |
| - | ------------------- | ---------------------- | ------------------------- | --------------------- |
| 1 | Hogs and Kisses     | San Valentino          | 18 + 2 bonus              | 8 febbraio 2011       |
| 2 | Go Green, Get Lucky | Giorno di San Patrizio | 18 + 2 bonus              | 10 marzo 2011         |
| 3 | Easter Eggs         | Pasqua                 | 18 + 11 bonus             | 20 aprile 2011        |
| 4 | Summer Pignic       | Estate - Picnic        | 30 + 3 bonus              | 22 giugno 2011        |
| 5 | Moon Festival       | Festa di metà autunno  | 30 (2 x 15) + 3 + 2 bonus | 2 settembre 2011      |
| 6 | Ham'o'ween          | Halloween              | 30 (2 x 15) + 2 bonus     | 21 ottobre 2011       |
| 7 | Wreck the Halls     | Natale                 | 25 + 3 bonus              | 1º dicembre 2011      |

### Stagione 2012
| # | Episodio           | Ambientazione                    | Numero di livelli     | Data di pubblicazione |
| - | ------------------ | -------------------------------- | --------------------- | --------------------- |
| 1 | Year of the Dragon | Capodanno cinese                 | 15 + 2 bonus          | 29 gennaio 2012       |
| 2 | Cherry Blossom     | National Cherry Blossom Festival | 15 + 2 bonus          | 7 marzo 2012          |
| 3 | Piglantis          | Estate - Mare                    | 30 (2 x 15) + 2 bonus | 14 giugno 2012        |
| 4 | Back to School     | Scuola                           | 20 + 2 bonus          | 16 agosto 2012        |
| 5 | Haunted Hogs       | Halloween - Casa stregata        | 30 (2 x 15) + 2 bonus | 23 ottobre 2012       |
| 6 | Winter Wonderham   | Natale                           | 25 + 3 bonus          | 1º dicembre 2012      |

### Stagione 2013
| # | Episodio            | Ambientazione      | Numero di livelli     | Data di pubblicazione |
| - | ------------------- | ------------------ | --------------------- | --------------------- |
| 1 | Abra-Ca-Bacon       | Circo - Magia      | 30 (2 x 15) + 2 bonus | 16 maggio 2013        |
| 2 | Arctic Eggspedition | Natale - Polo Nord | 25 + 4 bonus          | 29 novembre 2013      |

### Stagione 2014
| # | Episodio       | Ambientazione      | Numero di livelli                                          | Data di pubblicazione |
| - | -------------- | ------------------ | ---------------------------------------------------------- | --------------------- |
| 1 | South Hamerica | Inca               | 24 + 3 bonus                                               | 3 luglio 2014         |
| 2 | Ham Dunk       | NBA                | 45 (3 x 15) + 3 bonus (20 sbloccabili con acquisti in-app) | 9 ottobre 2014        |
| 3 | On Finn Ice    | Natale - Finlandia | 25 + 3 bonus                                               | 1º dicembre 2014      |

### Stagione 2015
Per provare il nuovo uccello Tele Bird sono stati introdotti 5 nuovi livelli nella sezione denominata Power-up Test Site; in questi livelli tutti i power-up sono gratuiti.
| # | Episodio                      | Ambientazione | Numero di livelli | Data di pubblicazione |
| - | ----------------------------- | ------------- | ----------------- | --------------------- |
| 1 | Ham Dunk: All Stars           | NBA           | 15 + 1 bonus      | 5 febbraio 2015       |
| 2 | Tropigal Paradise             | Tropici       | 26 + 1 bonus      | 30 aprile 2015        |
| 3 | Ham Dunk: The Finals          | NBA           | 7 + 1 bonus       | 4 giugno 2015         |
| 4 | Invasion of the Egg Snatchers | UFO           | 30 + 1 bonus      | 21 ottobre 2015       |
| 5 | Ski or Squeal                 | Sci - Natale  | 25 + 3 bonus      | 1º dicembre 2015      |

### Stagione 2016
| # | Episodio                  | Ambientazione               | Numero di livelli | Data di pubblicazione |
| - | ------------------------- | --------------------------- | ----------------- | --------------------- |
| 1 | Fairy Hogmother           | San Valentino               | 19 + 3 bonus      | 11 febbraio 2016      |
| 2 | Marie Hamtoinette         | Maria Antonietta            | 18 + 1 bonus      | 31 marzo 2016         |
| 3 | Summer Camp               | Estate - Campeggio          | 21 + 3 bonus      | 27 giugno 2016        |
| 4 | Piggywood Studios, Part 1 | Hollywood                   | 17 + 3 bonus      | 26 agosto 2016        |
| 5 | Piggywood Studios, Part 2 | Hollywood                   | 21 + 3 bonus      | 27 settembre 2016     |
| 6 | Hammier Things            | Halloween - Stranger Things | 24 + 3 bonus      | 20 ottobre 2016       |
| 7 | Ragnahog                  | Vichinghi - Natale          | 25 + 3 bonus      | 1 dicembre 2016       |

Con l'aggiornamento del 27 giugno 2016 (v.6.2.1) è stata introdotta la modalità The Pig Challenge, dove si devono raccogliere 4 stelle in 4 livelli durante la settimana e giocare 1 nuovo livello nel fine settimana.

#### Stagione 2014/2015/2016 - The Pig Days
L'episodio The Pig Days è un episodio speciale composto da livelli resi disponibili a cadenza quasi settimanalmente, aventi come tematiche vari eventi e ricorrenze a carattere globale.
Iniziato nell'anno 2014, le diffusioni di nuovi livelli sono proseguite per tutto il 2015, e dal 2016 sono stati inclusi in quest'ultimo anno, con l'aggiornamento alla v6.0.0.
| # | Episodio             | Ambientazione | Numero di livelli | Data di pubblicazione                     |
| - | -------------------- | ------------- | ----------------- | ----------------------------------------- |
| P | Pig Days - Chapter 1 | Vari eventi   | 15                | dal 20 luglio 2014 al 13 ottobre 2014     |
| P | Pig Days - Chapter 2 | Vari eventi   | 16                | dal 15 ottobre 2014 al 28 gennaio 2015    |
| P | Pig Days - Chapter 3 | Vari eventi   | 14                | dal 13 febbraio 2015 al 13 maggio 2015    |
| P | Pig Days - Chapter 4 | Vari eventi   | 16                | dal 22 maggio 2015 al 16 settembre 2015   |
| P | Pig Days - Chapter 5 | Vari eventi   | 15                | dal 22 settembre 2015 al 14 febbraio 2016 |
| P | Pig Days - Chapter 6 | Vari eventi   | 17                | dal 27 febbraio 2016 al 1º giugno 2016    |